# Универсальные стереофотограмметрические приборы

Стереофотограмметрический прибор Wild Autograph A5 (Швейцария, 1935 год)

Универсальные стереофотограмметрические приборы (УСП) — приборы, позволяющие определять по измерениям стереофотографий объектов их форму, размеры, положение в пространстве, причем весь комплекс работ может быть выполнен на одном устройстве. 
В фототопографии служат для сгущения опорной сети и составления топографических карт по наземным или аэроснимкам. На приборе возможно выполнить все процессы преобразования снимков в карту или план: внутреннее ориентирование снимков, взаимное ориентирование снимков, внешнее ориентирование стереомодели, определение координат характерных точек местности, съёмка ситуации и рельефа. В конце XX века этот тип приборов полностью вытеснен цифровыми фотограмметрическими системами.
В советской классификации к данному типу приборов относят:
- оптические (связки проектирующих лучей и модель строятся при помощи проектирующих камер);

- механические (связки проектирующих лучей и модель создаются с помощью прецизионных рычагов и линеек);

- оптико-механические (связки проектирующих лучей строятся оптически, модель создаётся механически);

- аналитические (по измерениям на снимках рассчитываются координаты точек на местности при помощи ЭВМ, план строится на координатографе)[1].

## Принцип действия аналоговых УСП
Фотографии, составляющие стереопару, закрепляются в снимкодержателях прибора и могут рассматриваться через его бинокулярную оптическую систему. Это позволяет совмещать одноимённые точки стереопары поворотом держателей или соответствующих призм оптических трактов. В результате наблюдатель видит стереопару как пространственную модель объекта, может выполнять её внешнее ориентирование и отрисовку ситуации и рельефа на координатографе. 
Конструкция приборов разнообразна. В части механических приборов решение описанной выше задачи решается при помощи плоскостных механизмов (Stereoautograph, стереоавтограф Дробышева, Stereotrigomat), другая их часть решает фотограмметрическую засечку при помощи пространственных механизмов (Autograph, СПР, СД, стереопроектор Магницкого, Stereokartograph).
Для исключения влияния вибраций и стабильности положения приборы изготавливались очень массивными. Так, масса стереопроектора СПР-3 составляла 800 кг, координатограф весил дополнительно 150 кг, масса Autograph A8 достигала 1700 кг.

## Применение

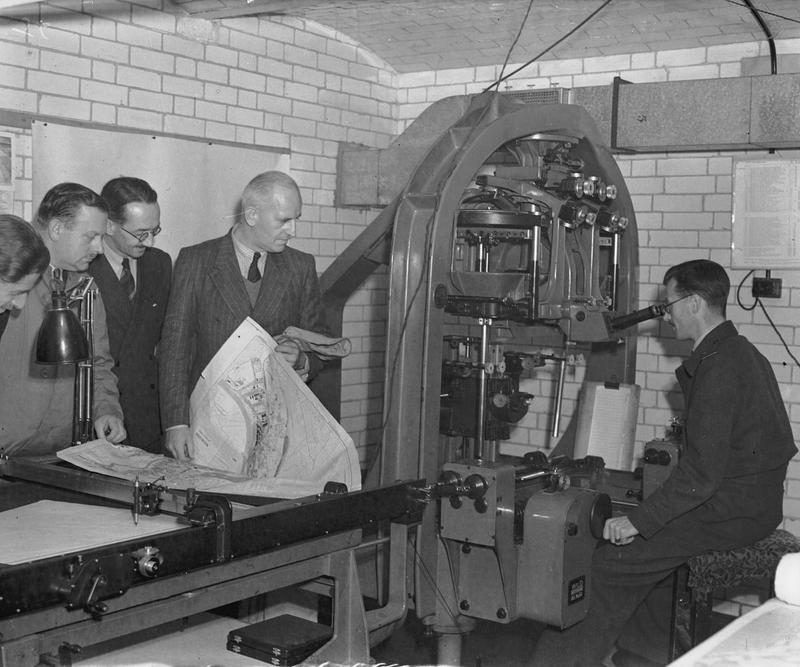
Прибор Wild Autograph A5 в Центральном управлении анализа материалов фоторазведки, Великобритания

Приборы применялись для картографирования территорий в различных масштабах. Первые модели применялись преимущественно для обработки стереопар наземных снимков, что позволяло создавать карты горных районов, вычерчивая их рельеф в горизонталях. Это давало способу преимущество перед мензульной съёмкой, поскольку в горных условиях перемещение реечника по пикетам зачастую невозможно, что можно сказать и о создании планово-высотного съёмочного обоснования.  
До Второй мировой войны количество УСП было мало, стоимость и сложность их обслуживания были высокими, массовое производство было налажено только в Германии и Швейцарии. Вкупе с недостаточном развитием гражданской авиации и отсутствием квалифицированных кадров, это не давало возможности применять подобные работы для картографирования больших территорий по материалам аэрофотосъемки. В военное время нужды топографической службы простимулировали развитие данного направления, и к началу 1950-х годов производство УСП было налажено в США, СССР, Великобритании, Италии и Франции. Во многом этому помогли трофейные немецкие приборы и чертежи, вывезенные Союзниками.  
Благодаря этому, в 1950-1980 годах УСП стали основой для картографирования территорий в масштабах от 1:10 000 до 1:100 000. Операторами приборов вычерчивались рельеф и ситуация будущих карт, после чего заготовки передавались на картографическое производство.  Процессу создания карт посвящен ряд документальных роликов:
 Работа на УСП (1961) (англ.)
 Работа на УСП (1965) (венг.)
 Работа на УСП (1966) (англ.)
 Работа на УСП (1973) (англ.)
В горных районах, где из-за перепадов высот стереофотограмметрическая обработка аэроснимков невозможна, в дополнение обрабатывали наземные снимки. В СССР такие работы впервые были проведены в 1943 году на Тянь-Шане в районе пика Победы, в 1945-1949 годах — на Памире. Обследование составленной карты Тянь-Шаня (8000 кв.км.) в масштабе 1:100 000 показало, что ошибка в плановом положении контуров не превысила 0,5 мм в масштабе карты (50 м на местности) и 1/3 высоты сечения рельефа. Наземные снимки также полезны и тем, что с помощью обработки их на УСП можно было выполнить сгущение планово-высотного обоснования для привязки аэроснимков. Благодаря этому отпадала необходимость проводить сгущение сети при помощи линейно-угловых измерений на местности.

## История развития

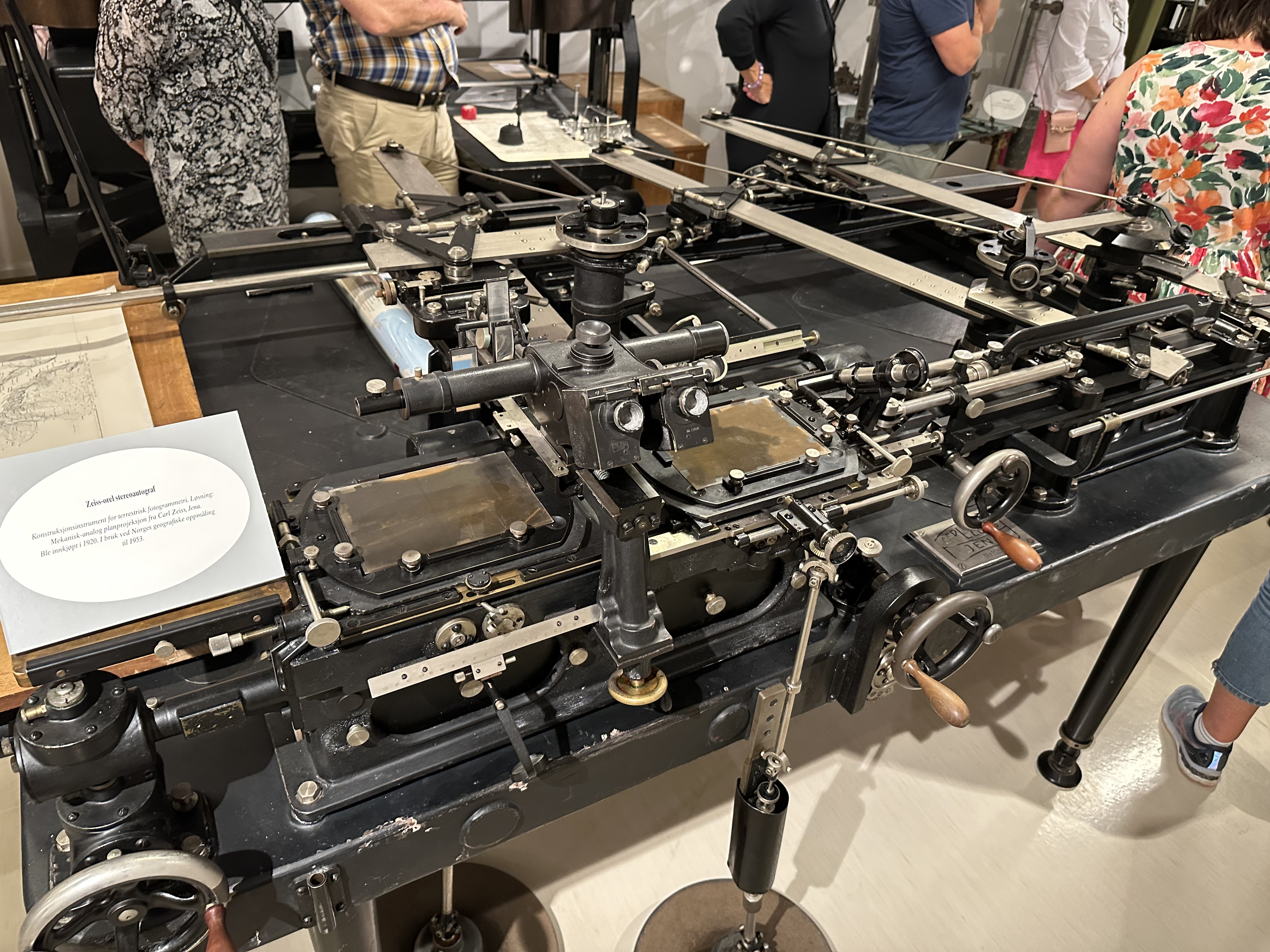
Stereoautograph (1920), Норвежский музей картографии

Конструкции универсальных стереофотограмметрических приборов восходят к Stereoautograph (в СССР обозначался как "стереоавтограф") конструкции Эдуарда фон Орена, выпущенного в 1908 году. Он был разработан для обработки материалов наземной фотограмметрической съёмки в горных районах и вычерчивания планов такой местности. Он позволял оператору вручную отрисовывать горизонтали. Прототип на базе стереокомпаратора Пульфриха был выпущен на заводе Carl Zeiss под наименованием Orel-Zeiss Stereoautograph. Однако, по возможностям данный прибор ещё нельзя было отнести к универсальным.   
Первым прибором, получившим применение в картографическом производстве, стал Autokartograph конструкции Райнхарда Хугерсхофа, выпускавшийся на фабрике  Heide с 1919 года. 

### Carl Zeiss
Одним из пионеров в конструировании подобных приборов стал Carl Zeiss. Теоретический базис для создания прибора был разработан К. Пульфрихом в 1918 году. После ряда технических предложений Вальтера Бауэрсфельда в 1921 году был выпущен первый прибор — Stereoplanigraph C/1 (в советской литературе — стереопланиграф). Модель постоянно дорабатывалась, одной из самых известных довоенных стала Stereoplanigraph C/6, выпущенная в 1937 году. 

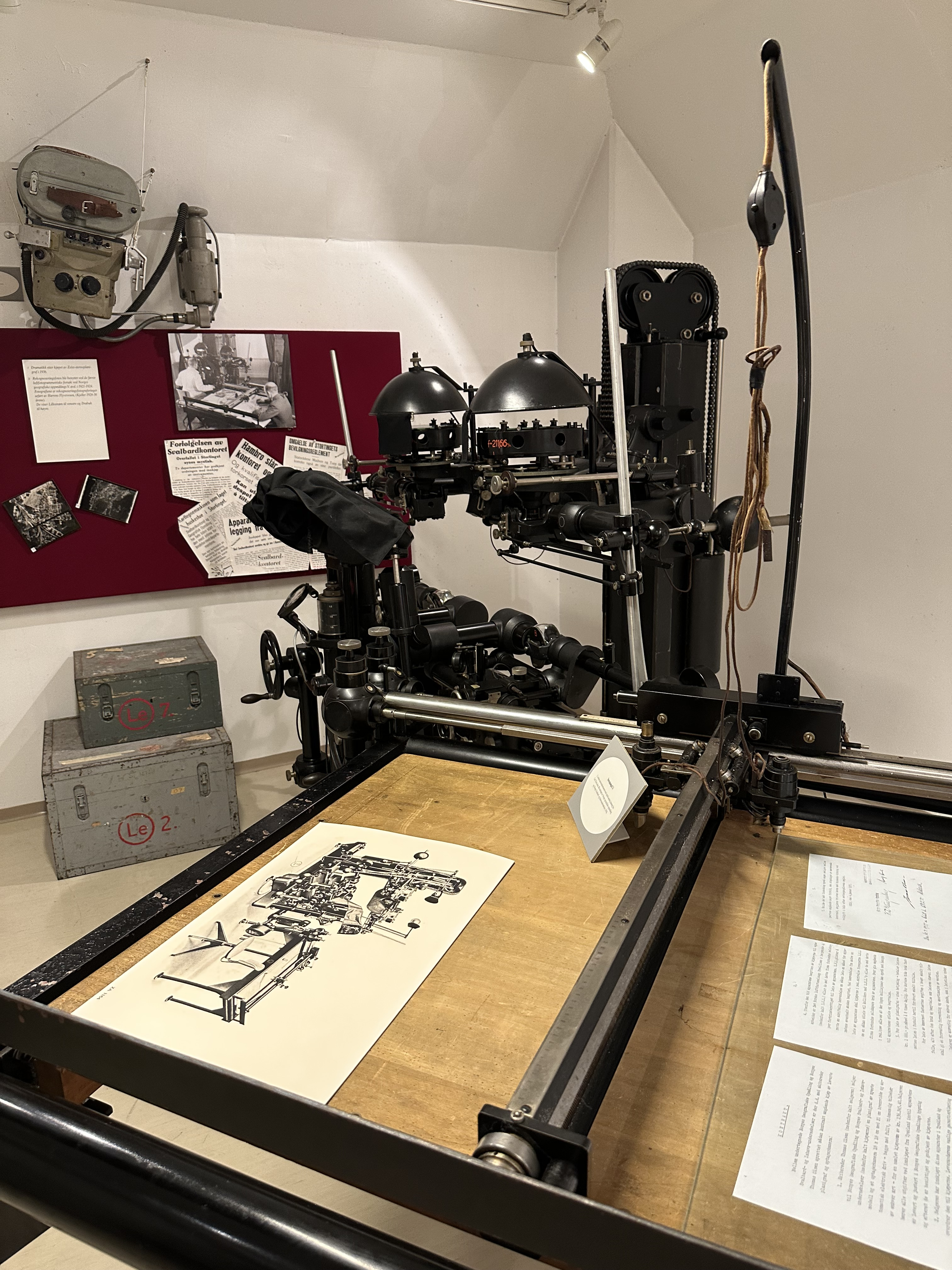
Stereoplanigraph C/4 (1936), Норвежский музей картографии

После окончания Второй Мировой войны, завод Carl Zeiss Oberkochen, оказавшийся на территории ФРГ, остался без чертежей прибора, которые хранились в головном предприятии в Йене. В связи с этим, компании пришлось прибегнуть к обратному инжинирингу и восстановить документацию по приобретенному Stereoplanigraph C/5. В результате, к 1951 году была готова модель С 7 Stereoplanigraph. Выпуск прибора был прекращен в 1974 году, всего за 50 лет было изготовлено порядка 300 приборов.      
Удешевлённой и более компактной версией стереопланиграфа для создания карт масштабов от 1:25 000 до 1:100 000 являлся Stereotop, представленный Carl Zeiss Oberkochen в 1954 году. Прибор выпускался до 1976 года, было изготовлено около 840 приборов. В дальнейшем линейка компактных приборов была продолжена Planitop, который выпускался с 1973 года по конец 1980-х (около 100 экземпляров). Прибор отличался массой всего в 56 килограммов.         
Carl Zeiss Jena, оказавшийся в ГДР, также вел разработку собственных приборов. Основной моделью был Stereometrograph (в советской литературе «стереометрограф»), выпуск которого начался в 1965 году. Прибор постоянно совершенствовался и выпускался до конца 1980-х годов, когда предприятия были вновь объединены. Этот УСП активно использовался в советской геодезии и картографии, во многих стандартах и требованиях указывается методика работы с данным прибором, наряду с советскими. Также существовала разработка под названием Stereotrigomat (в СССР — «стереотригомат» или «тригомат»), однако широкого распространения она не получила.          
Облегченная версия прибора выпускалась под названием Topocart (в советских источниках — «топокарт»).
С появлением более совершенных приборов Carl Zeiss Oberkochen сконструировал полностью новую модель УСП - Planimat (в советских источниках — «планимат»), представленный в 1967 году. Основная конструктивная особенность заключалась в том, что снимки при взаимном ориентировании оставались неподвижными. Прибор позволял вести измерения координат снимков с точностью до 5 микрометров. В 1970 и 1980 годах были выпущены модификации D2 и D3, соответственно. Модели имели возможность подключения к ЭВМ и записи отсчетов на магнитную ленту. До конца 1980-х годов было выпущено 200 приборов. Упрощенная и облегченная версия прибора выпускалась под названием Planicart в 1971-1990 годах. Такой прибор стоил на 60% дешевле и весил на 47% меньше при точности измерений по снимкам в 12 микрометров.              
В конце 1980-х Carl Zeiss Oberkochen представил устройства для проекции отрисованных векторных данных на видеоизображение снимка в реальном времени. Технология была презентована в 1984 году под названием Videomap. Комплект подключался к Planicart и давал возможность оператору непосредственно оценивать качество отрисовки карт и планов.

### Wild Heerbrugg

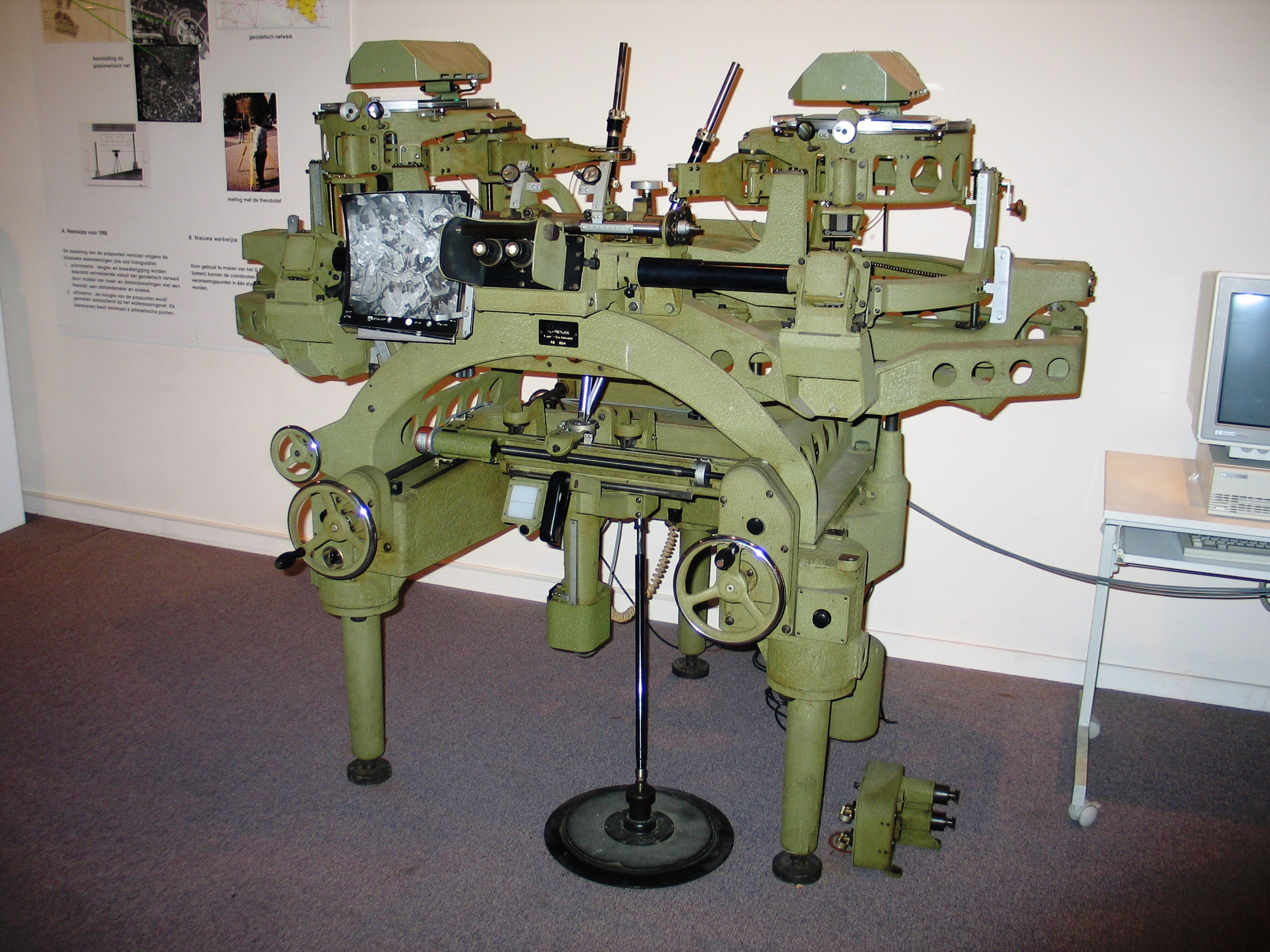
Autograph A8, Mercatormuseum, Бельгия

Предприятием выпускались приборы марки Autograph. Модель A1 была выпущена в 1923 году. Изначально прибор предполагался для работы только с наземными снимками. Версия для работы с аэроснимками A2 создана в 1926 году, было собрано около 25 приборов. После ряда модификаций и усовершенствований на рынок вышла модель A5, которая позволяла полноценно вести измерения по снимкам, она выпускалась с 1937 по 1952 год. 
В 1950 году был презентован Autograph A8, который стал самым популярным на мировом рынке. Так, к 1975 году была продана 1000 экземпляров, за что данный прибор в шутку называли "Фольксвагеном в мире фотограмметрии". Прибор оснащался приспособлением для автоматической регистрации координат точек модели в журнале или на перфокартах. Для обработки широкоугольных и сверхширокоугольных снимков выпускалась модель A9.
С 1958 года выпускались приборы упрощённой конструкции Aviograph, особенно популярной была модель B8. 

### СССР
В 1930 году геодезист Фёдор Дробышев начал первые работы по конструированию советских универсальных приборов. В 1933—1935 годах были изготовлены несколько экземпляров «стереоавтографа Дробышева».  
В 1949 году была предпринята попытка выпускать копии Stereoplanigraph C/5 под наименованием «СПБ» (стереопланиграф большой), однако возникшие сложности в производстве и эксплуатации, а также конкуренция со стороны отечественных приборов не дала проекту развития.    
Одной из самых известных разработок в данной области в СССР стал стереограф «СД» конструкции Ф.В. Дробышева (ЦНИИГАиК). Первая модель была выпущена в 1956 году, на его основые выпускалась линейка приборов: «СД-1», «СД-2», «СД-3», «УСД», «ФСД». За разработки в этой области в 1970 году Ф. В. Дробышеву была присуждена Ленинская премия. В 1970-х годах прибор был модифицирован и выпускался под названием «Стереограф ЦНИИГАиК» (СЦ). Выпускались модели «СЦ-1», «СЦ-2» (на базе предприятия MOM, Венгрия). Выпуск прекращён в 1992 году.  
Также распространённой моделью в СССР стал и стереопроектор конструкции инженер-полковника Г. В. Романовского: «СПР», «СПР-2», «СПР-3», «СПР-3м». Первая модель была представлена в 1950 году. Использование данного прибора сыграло существенную роль в картировании территории страны в масштабах 1:25 000 и 1:10 000. Подробное описание принципов его работы приведено в книгах А. Н. Лобанова.

### Другие производители
Существовали различные разработки по всему миру: Kelsh (США, 1947), Stereotopograph D (S.O.M., Франция, 1950), Stereosimplex III (Galileo, Италия, 1952), Photostereograph (OMI, Италия, 1952), Thompson-Watts model 1 (Higler and Watts, Великобритания, 1954), PG 2 (Kern, Швейцария, 1960).
К следующему поколению можно отнести: Thompson-Watts model 2 (Higler and Watts, Великобритания, 1963), Stereokartograph model V, Stereo-Simplex II (Galileo, Италия, 1963), Presa 224 (S.O.M., Франция, 1963).